# サンドロット
株式会社サンドロット（SANDLOT）は、ゲームソフトウェアの企画・開発を主な事業内容とする日本の企業。

## 概要
かつてヒューマン株式会社で『リモートコントロールダンディ』を開発したスタッフが独立し、2001年3月12日設立。2008年8月11日合資会社から株式会社へ組織変更。
ゲーム開発のほか携帯ゲームコンテンツの運営やインターネットショッピングのサーバー構築なども手がけている。
代表作は地球防衛軍シリーズ。2012年現在、世界累計150万本(国内累計120万本)を出荷する人気シリーズである。
「サンドロット」とは“空き地・原っぱ”という意味であり、「空き地に集う子供のように、自由におもしろいことをする」という理念が込められており、広大なフィールドを舞台に巨大な敵や大群を相手に戦うゲームや、巨大ロボットが登場するゲームを主に手掛けている。

## 開発タイトル一覧
| 発売日（日本） | タイトル                                | プラットフォーム                                 | 発売元                       |
| -------------- | --------------------------------------- | ------------------------------------------------ | ---------------------------- |
| 2002年8月29日  | ギガンティック ドライブ                 | PlayStation 2                                    | エニックス                   |
| 2003年6月26日  | SIMPLE2000シリーズ THE 地球防衛軍       | PlayStation 2                                    | ディースリー・パブリッシャー |
| 2004年7月1日   | 鉄人28号                                | PlayStation 2                                    | バンダイ                     |
| 2005年7月28日  | SIMPLE2000シリーズ THE 地球防衛軍2      | PlayStation 2                                    | ディースリー・パブリッシャー |
| 2006年9月2日   | 超操縦メカ MG                           | ニンテンドーDS                                   | 任天堂                       |
| 2006年12月14日 | 地球防衛軍3                             | Xbox 360                                         | ディースリー・パブリッシャー |
| 2010年2月11日  | 斬撃のREGINLEIV                         | Wii                                              | 任天堂                       |
| 2011年4月7日   | 地球防衛軍2 PORTABLE                    | PlayStation Portable                             | ディースリー・パブリッシャー |
| 2012年9月27日  | 地球防衛軍3 PORTABLE                    | PlayStation Vita                                 | ディースリー・パブリッシャー |
| 2013年7月4日   | 地球防衛軍4                             | Xbox 360 PlayStation 3                           | ディースリー・パブリッシャー |
| 2014年12月11日 | 地球防衛軍2 PORTABLE V2                 | PlayStation Vita                                 | ディースリー・パブリッシャー |
| 2015年4月2日   | 地球防衛軍4.1 THE SHADOW OF NEW DESPAIR | PlayStation 4                                    | ディースリー・パブリッシャー |
| 2017年12月7日  | 地球防衛軍5                             | PlayStation 4                                    | ディースリー・パブリッシャー |
| 2018年12月12日 | 星トモ                                  | iOS（iOS 8.0以上） Android（Android OS 4.1以上） |                              |
| 2022年8月25日  | 地球防衛軍6                             | PlayStation 4 PlayStation 5                      | ディースリー・パブリッシャー |

## 主なスタッフ
- 黒田志郎 - 代表取締役
- 本間毅寛 - シナリオライター/ディレクター
- 野口俊雄 - プログラマー
- 五十嵐雅継 - メカニック・モンスターデザイン/アートディレクター
- 冨田大道 - CGモデリング